# Lac Plötzen
Le lac Plötzen, ou Plötzensee en allemand, est un lac de Berlin (Allemagne), d'une superficie de 7,7 ha. Il est situé dans le quartier de Wedding, dans le nord-ouest de la ville, et fait partie du jardin public Rehberge.

## Hydronyme
Le nom du Plötzensee fait référence au gardon (en allemand, Plötze).

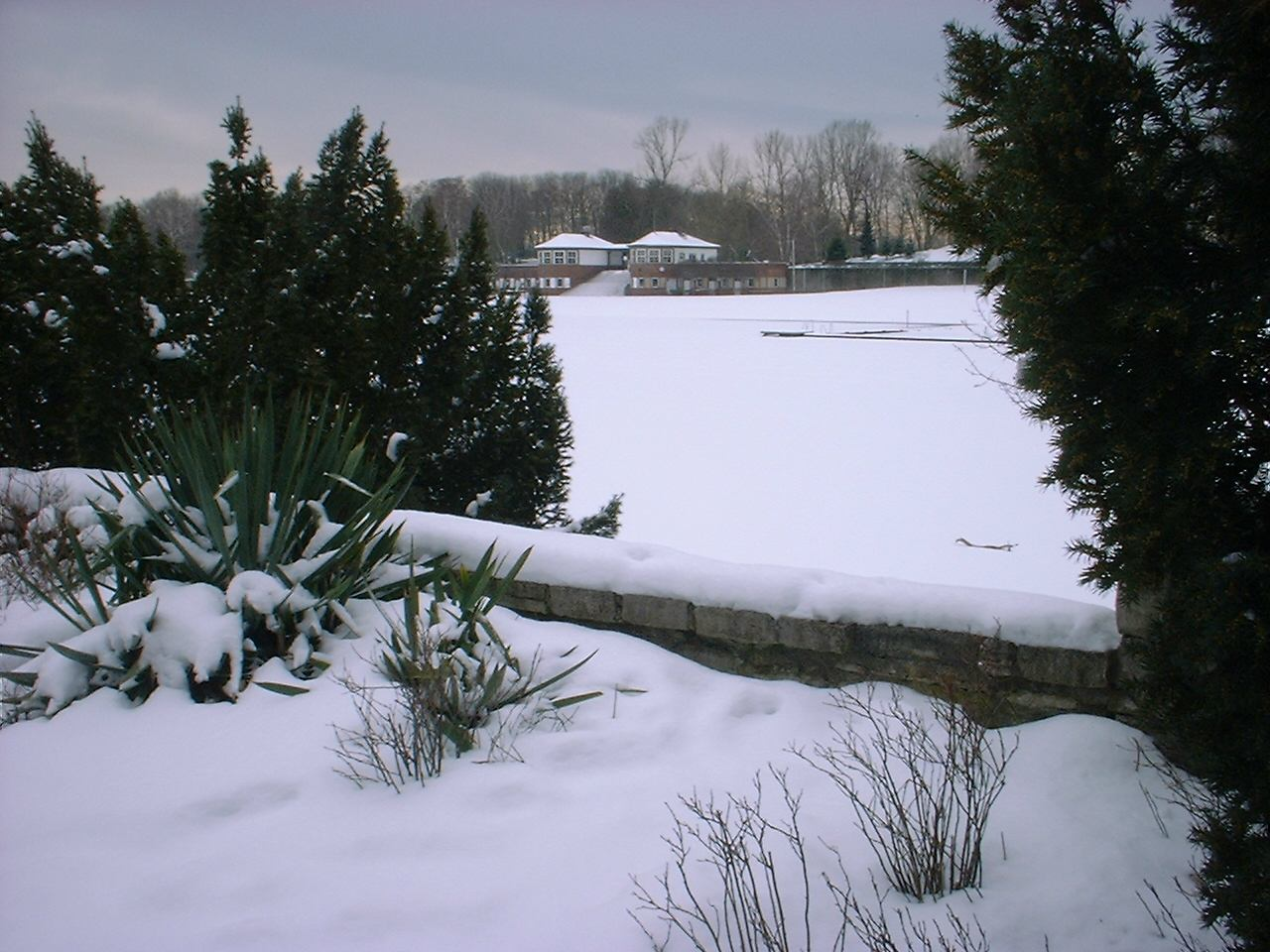
Lac Plötzen en hiver

## Géographie
De forme très allongée, le Plötzensee fait partie d'une chaîne de lacs de la vallée de la Spree, formés à l'ère glaciaire. Sa profondeur maximale ne dépasse pas 7 m.

## Histoire
Appartenant au couvent Sankt Marien de Spandau jusqu'en 1443, le lac est passé dans les mains de la Prusse avant d'être acheté par la ville de Berlin en 1817. 
Tour à tour bordé par un terrain sportif, une piscine, une plage, une auberge et aujourd'hui un parc, le lac Plötzensee est surtout connu pour la prison de Plötzensee, construite au XIXe siècle et largement utilisée par les Nazis.